# Kreisgericht Sonneberg (Sachsen-Meiningen)
Das Kreisgericht Sonneberg war 1849 bis 1879 ein Kreisgericht im Herzogtum Sachsen-Meiningen mit Sitz in Sonneberg.

## Geschichte
In Sonneberg bestanden seit 1829 das Kreis- und Stadtgericht Sonneberg sowie Patrimonialgerichte. Nach der Märzrevolution wurden in Sachsen-Meiningen die Patrimonialgerichte abgeschafft und die Gerichte zum 1. Dezember 1850 als Kreisgerichte zusammengefasst. Bei den Kreisgerichten wurden Gerichtsdeputationen (an vier Standorten als „Landgericht“ bezeichnet) an den bisherigen Gerichtsstandorten eingerichtet. In Sonneberg entstand das Kreisgericht Sonneberg. Diesem waren die Gerichtsdeputation Sonneberg und die Gerichtsdeputation Schalkau zugeordnet. Die zweite Instanz bildete das Appellationsgericht Meiningen.
Nach der Einführung der Reichsjustizgesetze 1879 entstand die Gerichtsstruktur, die bis zum Ende des Staates Bestand haben sollte. In Sachsen-Meiningen wurde dies mit dem Gesetz vom 16. Dezember 1878, betreffend Ausführungsbestimmungen zum deutschen Gerichtsverfassungsgesetz und der Verordnung vom 28. April 1879, betreffend die Sitze und Bezirke der künftigen Amtsgerichte umgesetzt. Das Kreisgericht Sonneberg und seine Deputation wurden aufgelöst und stattdessen folgende Amtsgerichte gebildet: Amtsgericht Sonneberg und Amtsgericht Schalkau.

## Organisation
Das Gericht war 1857 für 29.813 Gerichtseingesessene zuständig, darunter bei der Deputation Sonneberg selbst für 23.502. Es waren ein Direktor und drei Assessoren am Gericht beschäftigt. Organisatorisch bestand es aus den Deputationen für Strafsachen, für Rechtssachen und für freiwillige Gerichtsbarkeit.